# Jowowci
Jowowci (bułg. Йововци) – wieś w środkowej Bułgarii, w obwodzie Gabrowo, w gminie Trjawna. Według danych Narodowego Instytutu Statystycznego, 31 grudnia 2011 roku wieś liczyła 3 mieszkańców.

## Historia
W 1190 roku w pobliżu Jowowci została stoczona bitwa przy przełęczy Treweńskiej, gdzie Iwan Asen I pokonał armię Izaaka II Angelosa.

## Zabytki
- miejsce przyrodnicze Mychczenica-Jowowci
- obszar, gdzie stoczona została bitwa